# Hofstede Crulllaan
De Hofstede Crulllaan, tot 1916 de Tweede Dwarsstraat, is een laan in de Surinaamse hoofdstad Paramaribo die loopt van de Cornelis Jongbawstraat naar de Grote Combéweg.

## Naamgever
De laan heette aanvankelijk de Tweede Dwarsstraat en werd in 1916 vernoemd naar Pieter Hofstede Crull. Hij kwam in 1891 aan in Suriname en werd toen rechter op plantage Mariënburg. Vanaf 1903 was hij waarnemend en daarna procureur-generaal bij het Hof van Justitie. Van 1908 tot 1911 was hij waarnemend gouverneur.

## Bouwwerken
De laan begint ter hoogte van het Surinaamsch Rumhuis aan de Cornelis Jongbawstraat. Op de rechterhoek met de Mauriciusstraat staat het Pensioenfonds Suriname. Daarna is er een kruising met de Wilhelminastraat en na de Heilig Hart Kerk met de Crommelinstraat en de Wicherstraat, met op de hoek het Wisma Karijawati Internaat voor studerende en werkende dames van de EBGS. De laan eindigt op Grote Combéweg.

### Monumenten
De volgende panden in de Hofstede Crulllaan staan op de monumentenlijst:
| Omschrijving    | Bouwjaar | Adres                  | Coördinaten                  | Objectnummer? | Afbeelding                    |
| --------------- | -------- | ---------------------- | ---------------------------- | ------------- | ----------------------------- |
| woonhuis        |          | Hofstede Crulllaan 11  | 5° 49' 56" NB, 55° 8' 50" WL | CPO 075       | Meer afbeeldingen Upload foto |
| Heilig Hartkerk |          | Hofstede Crulllaan 22  | 5° 49' 56" NB, 55° 8' 50" WL | CPO 076       | Meer afbeeldingen Upload foto |
| pastorie        |          | Hofstede Crulllaan 22a | 5° 49' 56" NB, 55° 8' 50" WL | CPO 077       | Meer afbeeldingen Upload foto |